# Chloropterus versicolor
Chloropterus versicolor es un coleóptero de la familia Chrysomelidae.
Fue descrita científicamente en 1860 por Ferdinand Ferdinandovitsch Morawitz.

## Tipos
- Chloropterus moldaviensis
- Chloropterus ornatus
- Chloropterus versicolor